# Авагян, Роза Вагановна
Ро́за Вага́новна Авагя́н (арм. Ռոզա Վահանի Ավագյան; 9 сентября 1926, село Агавнатун Эчмиадзинского уезда Армянской ССР — дата и место смерти не установлены) — армянский советский агроном и овощевод. Герой Социалистического Труда (1966). Депутат Верховного Совета СССР X созыва.

## Биография
Роза Вагановна Авагян родилась 9 сентября 1926 года в селе Агавнатун Эчмиадзинского уезда Армянской ССР (ныне в Армавирской области Республики Армения). В раннем возрасте лишилась отца и воспитывалась матерью.
С 1940 года, ещё в период обучения в школе, Роза Авагян начала работать в колхозе села Агавнатун. В 1944 году окончила среднюю школу Агавнатуна. В 1946 году Авагян была направлена в Ошаканскую сельскохозяйственную школу, которую закончила в 1947 году, после чего в течение трёх лет работала агротехником в Талинском районе Армянской ССР. В 1950 году Авагян перешла на работу в колхоз села Неркин Хатунарх (ныне село Гай) Эчмиадзинского района, а через некоторое время вернулась в колхоз родного села, где работала в качестве агронома. В 1953 году она была направлена в сельскохозяйственную школу по подготовке председателей колхозов, где проучилась три года.
В 1956 году Роза Авагян вернулась в колхоз села Агавнатун и стала бригадиром овощеводческой бригады колхоза. В этот период перед бригадой стояла задача повышения урожайности овощей. В течение первого года руководства Авагян бригаде удалось получить 200 центнеров урожая с каждого гектара вместо прежних 150 центнеров. Также под её руководством было увеличено количество парниковых рам, а для повышения эффективности выращивания помидора бригада перешла с грядочного на бороздовой способ выращивания. В 1958 году Авагян вступила в КПСС. В 1959 году бригада Авагян участвовала в Выставке достижений народного хозяйства СССР, где за качественный урожай была удостоена серебряной медали, а в 1961 году — почётной грамоты Верховного Совета Армянской ССР. В 1962 году бригада получила 700 центнеров урожая с гектара. В 1965 году бригаде под руководством Авагян удалось спасти урожай после сильного града: с помощью дополнения рассады и рыхления почвы было получено 600 центнеров урожая с гектара.
Указом Президиума Верховного Совета СССР от 30 апреля 1966 года за успехи, достигнутые в увеличении производства и заготовок винограда, плодов, овощей и картофеля Розе Вагановне Авагян было присвоено звание Героя Социалистического Труда с вручением ордена Ленина и золотой медали «Серп и Молот».
В дальнейшем площадь, предоставленная для работы бригаде Розы Авагян была увеличена до 35 гектаров, на которой выращивались помидоры, перцы, огурцы, баклажаны. К 1970 году Авагян увеличила количество растений на гектаре до 35000—40000 вместо прежних 20000, а количество парниковых рам — до 3000. Бригада перевыполнила намеченные обязательства, получив 660 центнеров урожая с каждого гектара. По итогам восьмой пятилетки, за высокие трудовые успехи Авагян была награждена орденом Трудового Красного Знамени. За первый год девятой пятилетки бригада Авагян уже работала в счёт последнего 1975 года. Роза Авагян сотрудничала с Селекционной станцией овощебахчевых культур Армянской ССР (директор — Герой Социалистического Труда Анаит Аршаковна Ананян) и выращивала в колхозе продукцию станции: виды помидоров «Аракс — 322», «Карине — 388», «Эчмиадзин — 260», «Наири — 314». С 1976 года, после получения высшего образования, Авагян работала в колхозе в качестве агронома.
Также Роза Авагян активно занималась общественной деятельностью. Она избиралась депутатом Совета Союза Верховного Совета СССР X созыва, депутатом Верховного Совета Армянской ССР VI—VII созывов от Агавнатунского избирательного округа № 214. Авагян являлась членом ЦК КП Армении, членом Бюро Эчмиадзинского районного комитета КП Армении, членом комиссии по сельскому хозяйству Верховного Совета Армянской ССР, вторым секретарём бюро парторганизации колхоза села Агавнатун. Авагян была делегатом XXV съезда КПСС, XXIII—XXV съездов КП Армении, III Всесоюзного съезда колхозников. По усилиям депутата Розы Авагян были созданы точки бытового обслуживания в селе Агавнатун.

## Награды
- Герой Социалистического Труда (Указ Президиума Верховного Совета СССР от 30 апреля 1966 года, орден Ленина и медаль «Серп и Молот») — за успехи, достигнутые в увеличении производства и заготовок винограда, плодов, овощей и картофеля[10].
- Орден Трудового Красного Знамени (8.04.1971)[4].
- Медаль «За доблестный труд. В ознаменование 100-летия со дня рождения Владимира Ильича Ленина» (1970)[18].
- Серебряная медаль ВДНХ СССР (1959)[2].

## Комментарии
1. ↑  В Указе Президиума Верховного Совета СССР ошибочно указано отчество Вачагановна.